# Mwa Lukoji Kapinga
Mwa Lukoji Kapinga (Lubumbashi, 30 aprile 1966) è un'ex cestista della Repubblica Democratica del Congo.

## Carriera
Con la RD del Congo ha disputato i Campionati mondiali del 1998.